# 323 v. Chr.
Portal Geschichte | Portal Biografien | Aktuelle Ereignisse | Jahreskalender | Tagesartikel

◄ |
5. Jahrhundert v. Chr. |
4. Jahrhundert v. Chr. |
3. Jahrhundert v. Chr. |
►

◄ | 340er v. Chr. | 330er v. Chr. | 320er v. Chr. | 310er v. Chr. |
300er v. Chr. |
►

◄◄ | ◄ | 326 v. Chr. | 325 v. Chr. | 324 v. Chr. | 323 v. Chr. |
322 v. Chr. |
321 v. Chr. |
320 v. Chr. |
► |
►►

## Ereignisse

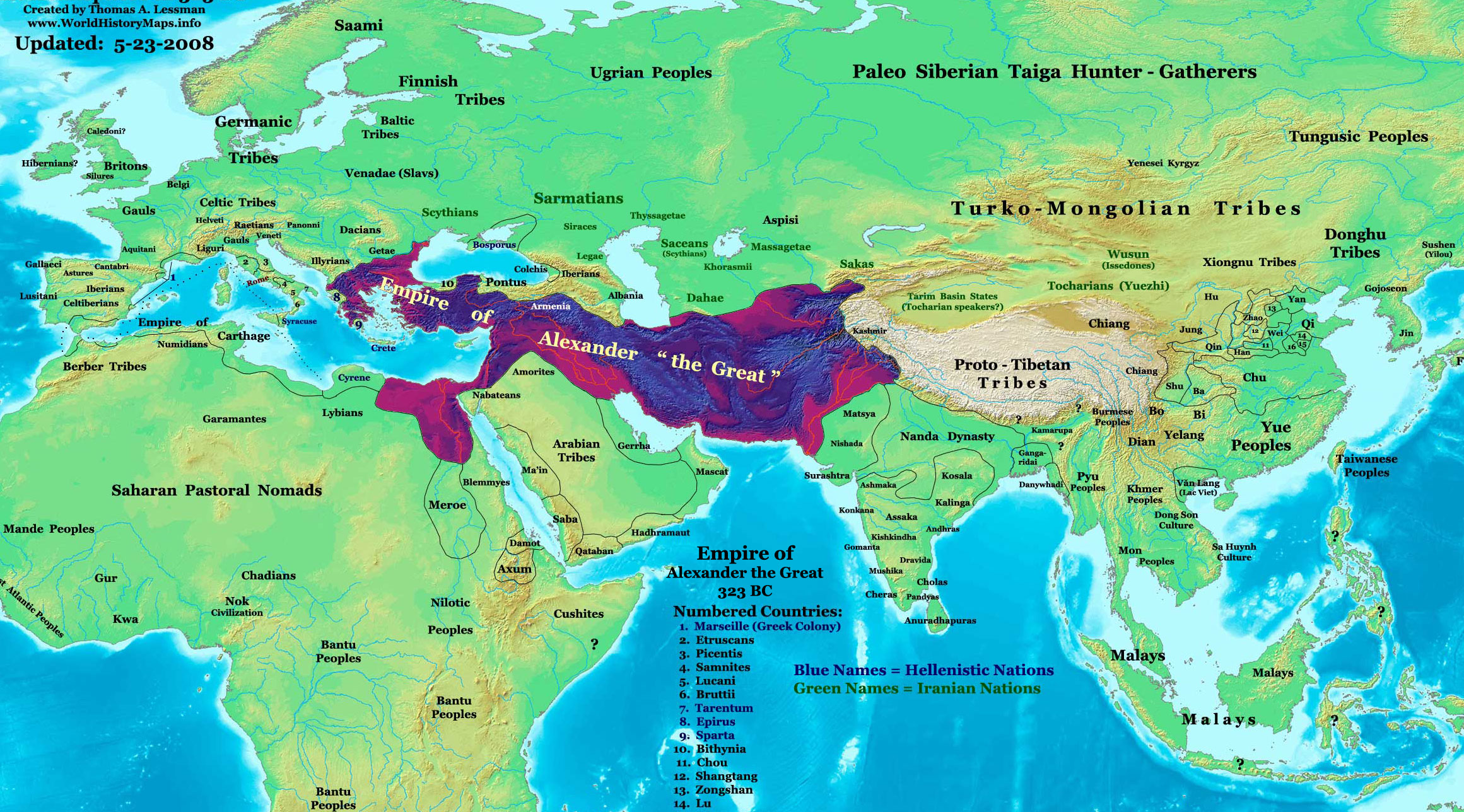
Die östliche Hemisphäre 323 v. Chr.

- Februar: Alexander der Große kehrt von Ekbatana nach Babylon zurück. Hier bereitet er einen Feldzug auf die arabische Halbinsel und möglicherweise gegen Karthago vor.
- Mai: Alexander erklärt seinen im Herbst verstorbenen Freund und wahrscheinlichen Geliebten Hephaistion zum Halbgott und veranstaltet umfangreiche Feiern aus diesem Anlass. Ende des Monats erkrankt er schwer.
- Nachdem Alexander der Große am 10. Juni in seinem 33. Lebensjahr in Babylon stirbt, kommt es zum Kampf um das Alexanderreich unter seinen Nachfolgern („Diadochen“). Das Heer bestimmt Alexanders geisteskranken Halbbruder Philipp III. Arrhidaios zum neuen König; als Reichsverweser („Chiliarch“) amtiert zunächst Perdikkas, der nach der Geburt des Alexander IV. Aigos, einem postumen Sohn Alexanders des Großen, diesen ebenfalls zum König ausrufen lässt. Gegen Perdikkas stellt sich Meleagros, der aber auf Befehl des Perdikkas getötet wird.
- Babylonische Reichsordnung: Unter Wahrung der Reichseinheit werden den Großen des Reiches bestimmte Gebiete zur Verwaltung übertragen. Später kommt es zu Machtkämpfen unter ihnen und es bilden sich vier Diadochenreiche aus den makedonischen Eroberungen heraus.
- Perdikkas lässt Kynane, eine Halbschwester Alexanders des Großen, töten, da ihr Plan, ihre Tochter Eurydike mit König Philipp III. Arrhidaios zu verheiraten, Perdikkas’ Machtplänen entgegensteht. Perdikkas selbst heiratet Nikäa, die Tochter von Antipatros.
- Lamischer Krieg: Athen nutzt die Unsicherheit nach dem Tod Alexanders zum Aufstand gegen die makedonische Herrschaft; Wortführer gegen die Makedonier sind Leosthenes, Demosthenes und Hypereides. Aitolier, Lokrer, Phoker und Dorer schließen sich an. Die Athener können die Thermopylen besetzen und schlagen die Böotier bei Plataiai. Antipater, Vertreter der makedonischen Macht in Griechenland, wird in Lamia eingeschlossen. Leosthenes kommt Ende des Jahres vor Lamia ums Leben.

## Geboren
- Alexander IV. Aigos, postumer Sohn Alexanders des Großen († 310 v. Chr.)

## Gestorben
- 10. Juni: Alexander der Große, makedonischer König und Feldherr, stirbt in Babylon an einer Fieberkrankheit (* 356 v. Chr.)
- Diogenes von Sinope, griechischer Philosoph (* um 399 v. Chr.)
- Kalanos, indischer Weiser
- Meleagros, makedonischer Feldherr
- Stateira, Ehefrau Alexanders des Großen